# Reind Brouwer
Reind Brouwer (Siddeburen, 3 januari 1910 – Leiden, 4 november 1983) was een Nederlandse romanschrijver, die al zijn literaire werk publiceerde onder de naam Rein Brouwer.

## Leven en werk
Hij volgde de opleiding voor onderwijzer en was het grootste deel van zijn werkzaam leven in het ULO-onderwijs actief. Ook werkte hij jarenlang bij een verzekeringsmaatschappij als hoofd van de opleidingen.
Brouwer debuteerde in 1941 met de roman Dauw over dorstig land bij uitgeverij Leopold, waar hij tot ruim na de Tweede Wereldoorlog onderdak bleef. In januari 1942 werd deze roman bekroond met een literaire prijs van het nationaalsocialistische Departement van Volksvoorlichting en Kunsten (DVK). De prijs bedroeg f 500 (omgerekend naar de waarde in 2005 is dit: € 2800). In mei 1942 sloot Brouwer zich aan bij de Nederlandsche Kultuurkamer. Nog datzelfde jaar verscheen Maar de zon overwon als tweede deel van een trilogie. In 1944 verscheen het laatste deel En groot werd het leven. Deze romans werden ook na de oorlog menigmaal herdrukt.
Vanwege lidmaatschap van de Kultuurkamer en vanwege het aanvaarden van de literaire prijs legde de Eereraad voor de Letterkunde Brouwer een publicatieverbod op tot respectievelijk 5 mei 1946 en 1 november 1946. Tegen dat laatste vonnis tekende Brouwer beroep aan bij de Centrale Eereraad voor de Kunst, die het vernietigde en Brouwer vrijsprak. Een overweging ten overvloede hierbij was dat Brouwer 'belangrijk illegaal werk' had verricht door het vervalsen van persoonsbewijzen. Overigens nam hij tijdens de hongerwinter van 1944 ook deel aan de organisatie en uitvoering van voedseltransporten van Groningen naar Den Haag.
Na de oorlog schreef Brouwer nog een aantal romans, een novelle, historische artikelen en schoolboeken. Hij was sinds 1952 lid van verdienste van de Algemene Vereniging "Grunnen" en leverde regelmatig bijdragen in het Gronings aan het tijdschrift van die vereniging, Verspraaid verbonden. In 1981 werd in Siddeburen een pasgebouwde openbare bibliotheek naar hem genoemd.